# Gaston Eysselinck
Gaston Eysselinck, né à Tirlemont le 12 octobre 1907 et mort à Ostende le 6 décembre 1953, est un architecte belge et designer de meubles.
Il a créé une œuvre limitée mais puissante en peu de temps. Selon Huib Hoste, Eysselinck était l'une des figures les plus radicales de l'avant-garde.

## Biographie

### Formation et début de carrière à Gand
Eysselinck est formé à l'Académie royale des beaux-arts de Gand, où il suit des cours donnés entre autres par Geo Henderick. Eysselinck a su, en peu de temps, interpréter de manière personnelle les influences étrangères. Lors d'un voyage d'étude aux Pays-Bas en 1929, l'architecte se familiarise avec les bâtiments de l'école d'Amsterdam ainsi qu'avec les travaux de Dudok, Oud et Gerrit Rietveld. La structure de la façade de la maison Serbruyns (1930) Koningin Fabiolalaan 71 à Gand clarifie la façon dont il interprète le langage formel de De Stijl. À cette époque, via l'œuvre de Le Corbusier Vers une architecture, il s’imprègne des principaux mouvements européens. En 1930, durant sa lune de miel, Eysselinck visite le Weissenhofsiedlung à Stuttgart. Il y découvre la maison Citrohan de Le Corbusier. Au début des années 1930, il réussit à synthétiser toutes ces influences dans sa propre maison sur la Vaderlandstraat à Gand. En 1932, Eysselinck conçoit également pour cette maison, une série de meubles en acier tubulaire, qui seront produits sous le nom de FRASTA, qui signifie Factory van RATional STAalmeubelen (Usine de meubles rationnels en acier). Certains de ces meubles font partie de la collection du Musée du design de Gand. Ce musée conserve les archives du créateur. Le designer a été professeur à l'Académie royale de Gand et d'Anvers et, pendant un temps, rédacteur en chef du magazine La Cité. En 1937, il remporta le prix Van de Ven pour la maison Verplancken / Haerens à Gand (Patijntjesstraat no 44, 1934-1935).

### Professeur
À partir de 1933, Gaston Eysselinck est professeur à l'Académie royale des beaux-arts de Gand et, à partir de 1945, il enseigne également à l'Académie royale des beaux-arts d'Anvers.

### Ostende

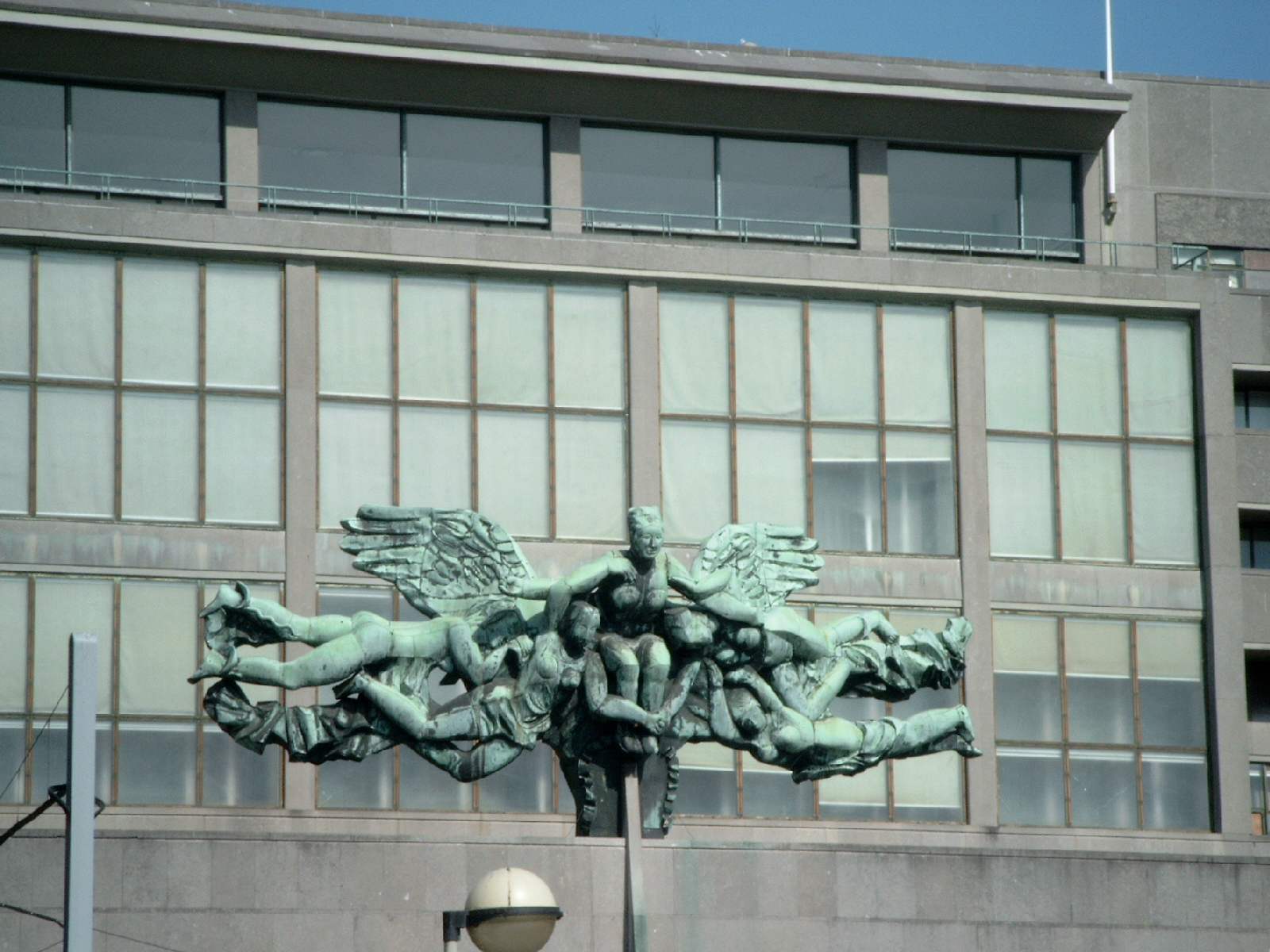
La sculpture de Cantré qu'Eysselinck voulait absolument voir placée devant sa création.

Après la Seconde Guerre mondiale, Eysselinck est principalement actif à Ostende.
La maison privée à Gand (1930-1931) et la poste d'Ostende (1946-1953) sont des bâtiments phares du paysage architectural belge du XXe siècle. Dans sa maison privée, il sait adapter de manière inventive les idées de construction neuve aux exigences de l'emplacement du bâtiment et appliquer les cinq points d'une nouvelle architecture formulés par Le Corbusier de manière non dogmatique. Il utilise cette maison comme laboratoire pour son premier grand bâtiment public, la Poste d'Ostende. La conception finale est le résultat d'un processus de développement difficile avec une différence de vision avec l'administration du bâtiment d'Ostende, et plus précisément avec l'architecte-urbaniste Jean-Jules Eggericx. Lors de la construction du bâtiment de la Poste d'Ostende (1953), des divergences d'opinions sont intervenues entre l'architecte et le client (la Régie des Téléphones et Télégraphes) sur le placement d'une sculpture de Jozef Cantré devant le bâtiment. Eysselinck pensait que les formes rondes de la sculpture étaient nécessaires pour briser et compléter les lignes épurées de son bâtiment. Finalement, il s'est vu refuser l'accès au chantier. La statue de Cantré fut néanmoins placée 10 ans après sa mort. Eysselinck était également très engagé envers le personnel et les travailleurs. Ainsi, il a placé tout en haut du bâtiment le réfectoire pour le personnel du bureau de poste d'Ostende, avec une belle vue sur Ostende.

### Fin tragique
Eysselinck s'est suicidé le 6 décembre 1953 après des difficultés financières, des problèmes conjugaux et deux mois après que sa nouvelle petite amie Georgette Troy est décédée d'un cancer. Il a laissé une lettre d'adieu. Dans ce contexte, l'architecte Albert Bontridder plaide dans Dialogue entre lumière et silence : « Puissions-nous nous rappeler la triste fin de l'une des personnalités les plus méritantes de l'entre-deux-guerres mondiales, l'architecte Gaston Eysselinck, bâtisseur de la puissante Poste d'Ostende, et qui est décédé volontairement après que plusieurs de ses créations ont été détruites ».

## Œuvre architectural
- 1930 : Charpenterie Serbruyns, Koningin Fabiolalaan 71, Gand et maison Serbruyns (no 72) ;
- 1930-1931 : Atelier Gaston Eysselinck, Vaderlandstraat 120 dans le Miljoenenkwartier, Gand (protégé en 1994) ;
- 1932 : Maison De Waele, Abdisstraat 8, Gand ;
- 1932 : Maison De Clerck, Abdisstraat 12, Gand ;
- 1933 : Maison Van Hoogenbemt, Auwegemvaart, Malines (protégée en 1995) ;
- 1933 : Maison Contryn, Auwegemvaart, Malines (protégée en 1995)[note 2] ;
- 1933-1934 : Maison F. Peeters, 55 Ter Rivierenlaan, Deurne (protégée en 1995)[3],[4] ;
- 1934 : Maison Van Waes, Kortedagsteeg 41, Gand[note 3] ;
- 1934 : Usine de cadres pour Serbruyns, Afsneelaan 62, Gand ;
- 1934 : Entrepôt Flieberge, Schoolstraat-Nieuwestraat, Gand ;
- 1934 : Maison Rombauts, Avenue de la Tenderie 13, Boitsfort (modifiée par l'architecte) [5];
- 1934 : Maison Arends, Patijntjesstraat 166, Gand ;
- 1934 : Maison De Baive, Patijntjesstraat, Gand ;
- 1934 : Maison Verplancken / Haerens, Patijntjesstraat 44, Gand[note 4] ;
- 1934 : Maison du Dr Calant, Gevaertsdreef 6, Audenarde ;
- 1935 : Entrepôts Defauw, Magelijnstraat 31, Gand (rénovés) ;
- 1935 : Maison K. Cornel, Zwijnaardesteenweg, Gand (rénovée) ;
- 1935 : Maison Prof. L. De Coninck, Verschansingstraat, Mariakerke (Gand) ;
- 1937 : Immeuble d'habitation, Pekelharing, Gand ;
- 1937 : Maison De Buck, Voetbalstraat, Gentbrugge ;
- 1937 : Maison de ville Vermarcken, Henri Pirennelaan 68, Gentbrugge (protégée en 1995) ;
- 1937 : Maison Stuyck, Zwijnaardsesteenweg, Gand ;
- 1939 : Maison Louis Brounts, Sint-Martens-Latem ;
- 1939 : Maison Jules De Sutter, Sint-Martens-Latem ;
- 1939 : Maison Devolder, Sportstraat, Gand ;
- 1940 : Maison du Dr Lambrechts, Rozenbroekstraat, Sint-Amandsberg ;
- 1946-1953 : Bureau de la Poste d'Ostende, Hendrik Serruyslaan 18, Ostende avec sculpture de Jozef Cantré placée en 1963[note 5] ;
- 1952-1953 : Maison De Wispelaere, Acacialaan 6, Mariakerke [note 6] ;
- 1949-1955 : Ancien grand magasin de la coopérative de consommation Samenwerking Economie Oostende Gentstraat 6 et Romestraat 11, Ostende[note 7].

## Galerie

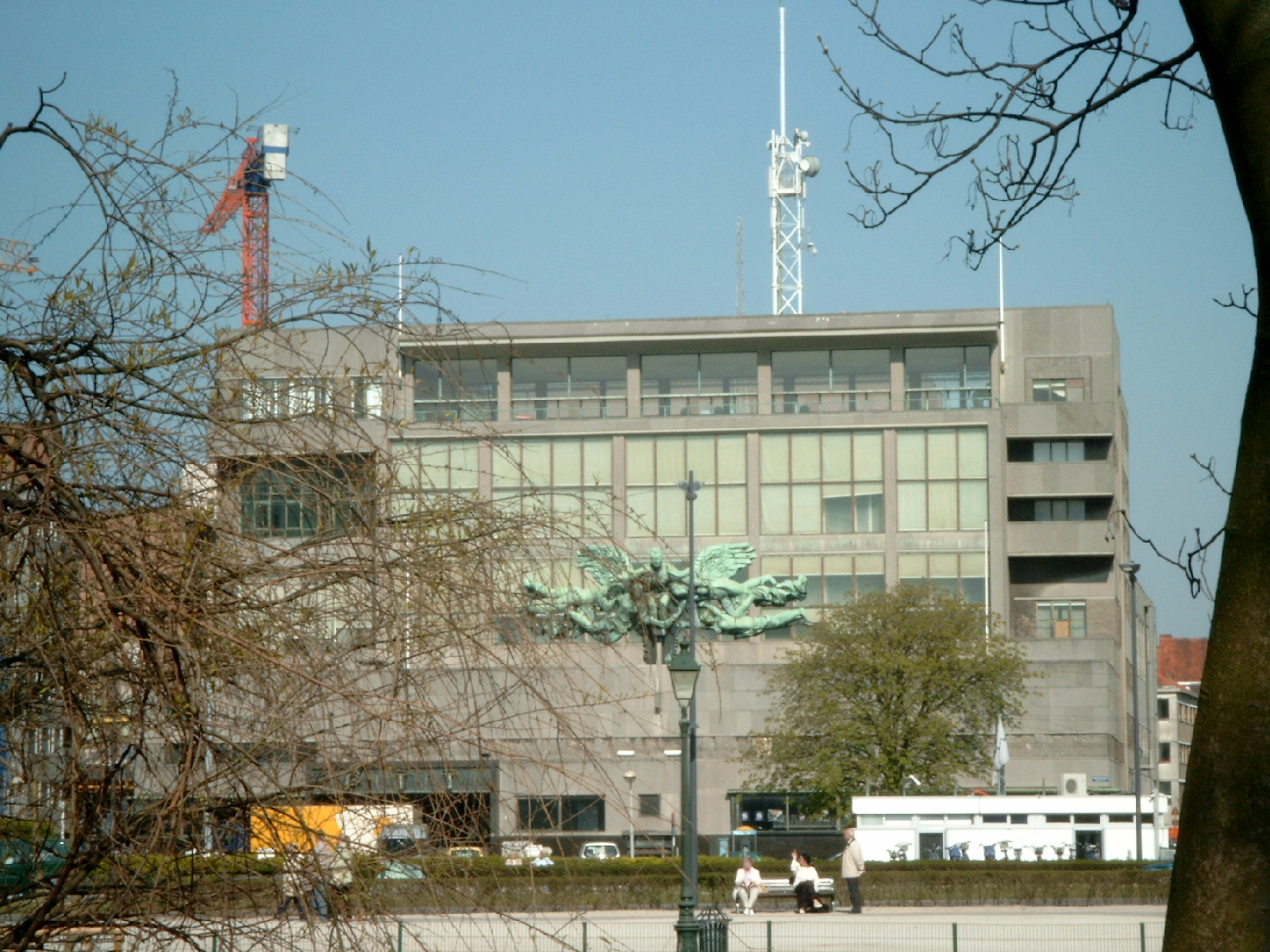
Ancien bâtiment de la Poste d'Ostende avec la statue de Jozef Cantré (1946-1953).
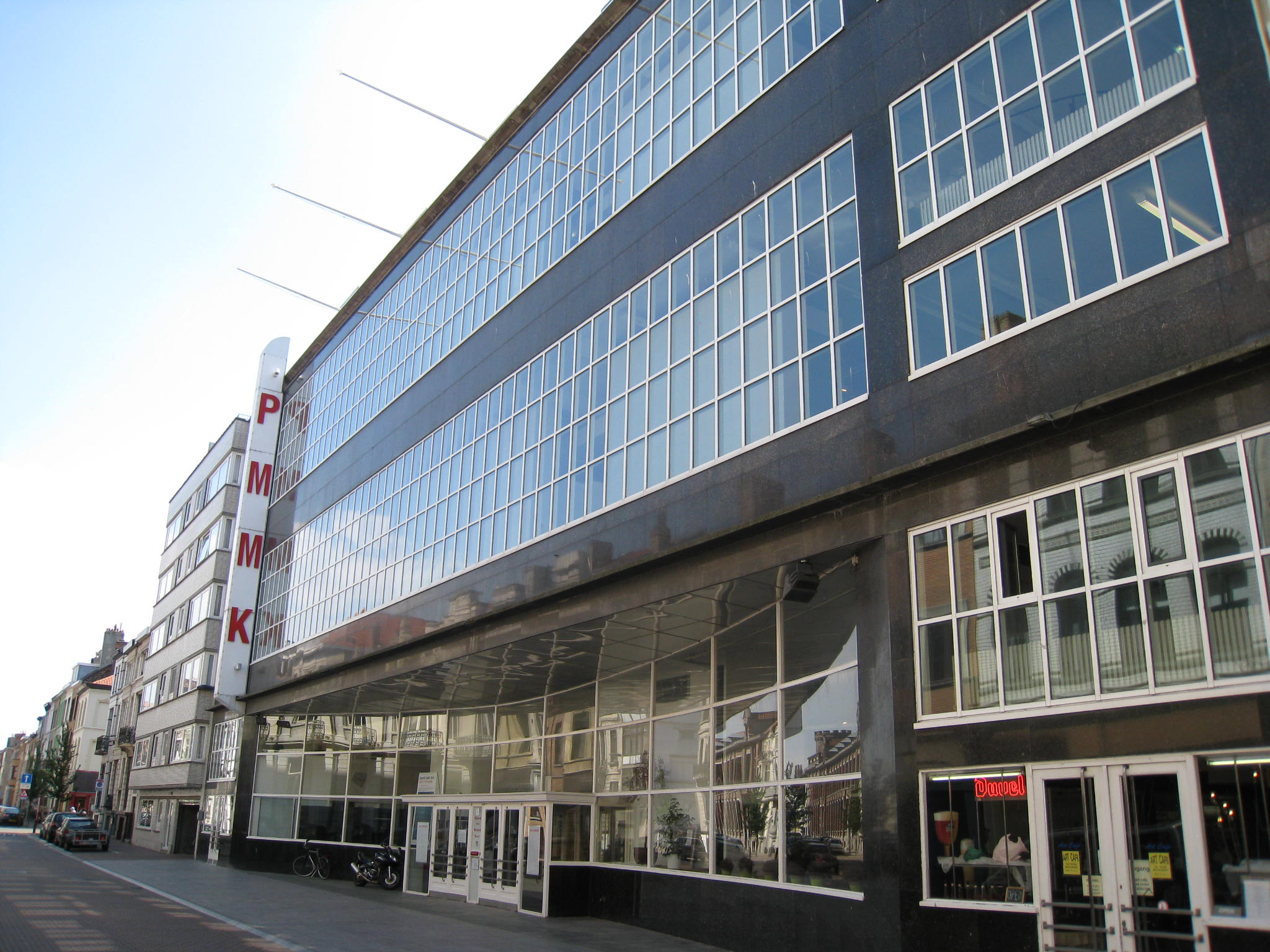
Magasins SOE, Coopérative Socialiste (1949-1955) maintenant Kunstmuseum aan Zee.
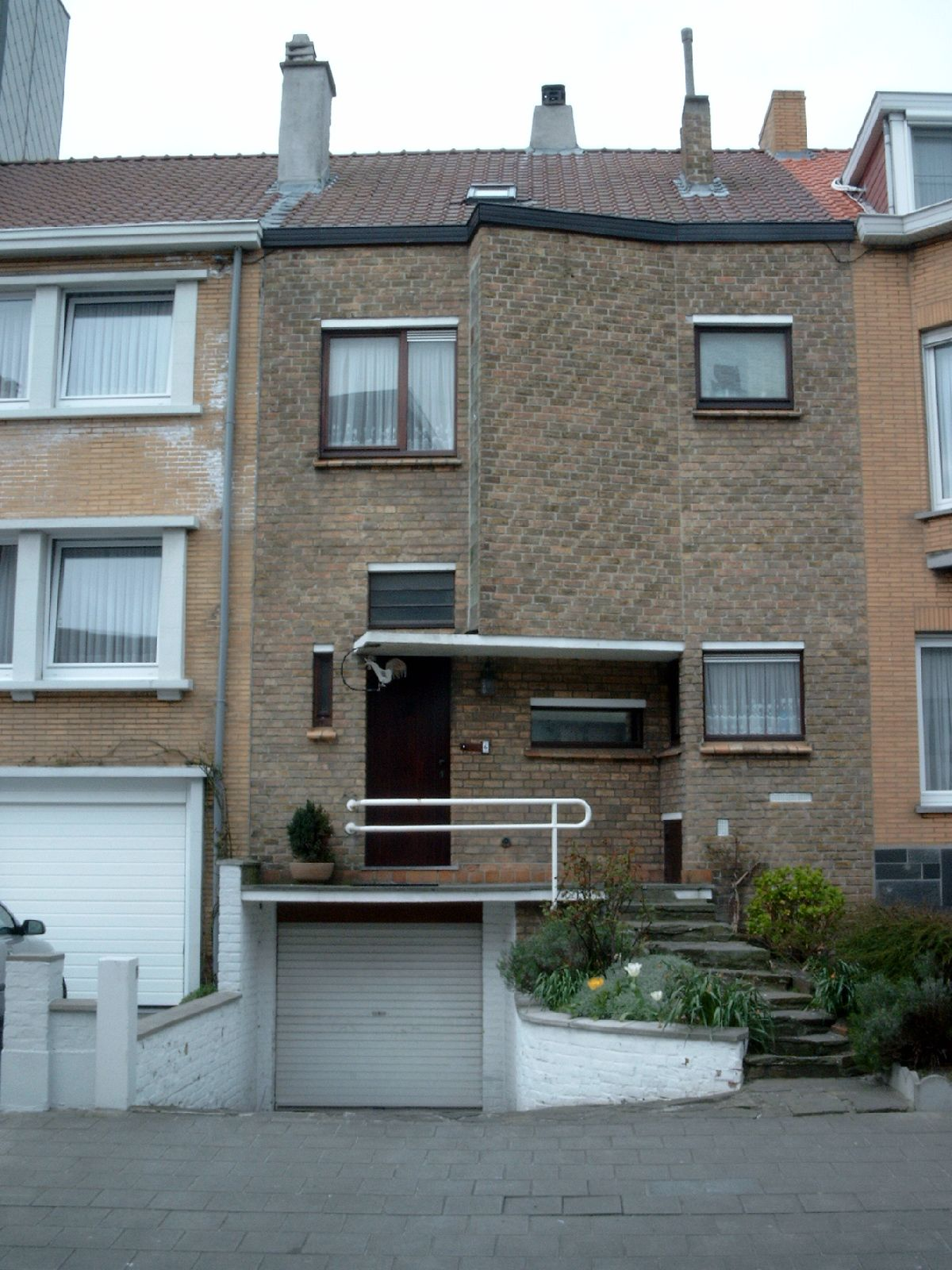
Maison De Wispelaere à Mariakerke (Flandre-Occidentale), son  dernier projet (1952-1953).